# 安托万·达巴迪

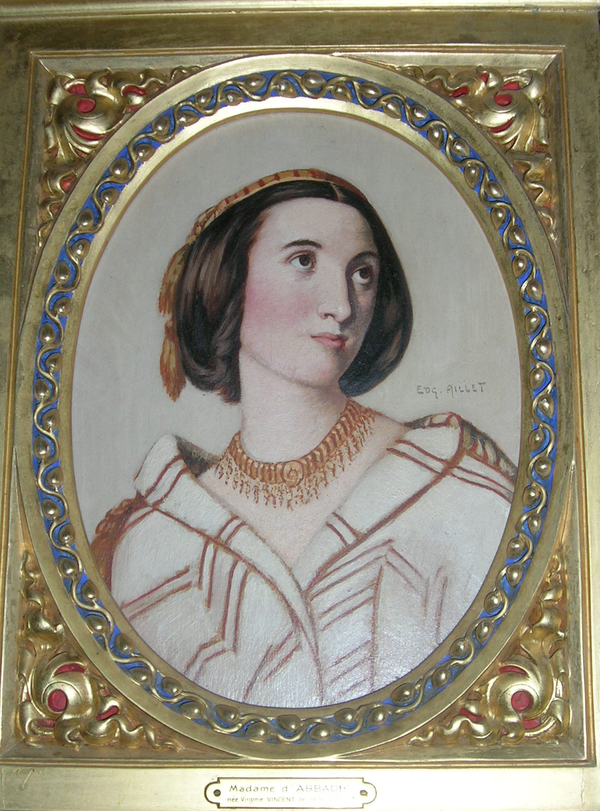
安托万·达巴迪妻子維琴妮–梵森·德·聖博內（1828-1901）

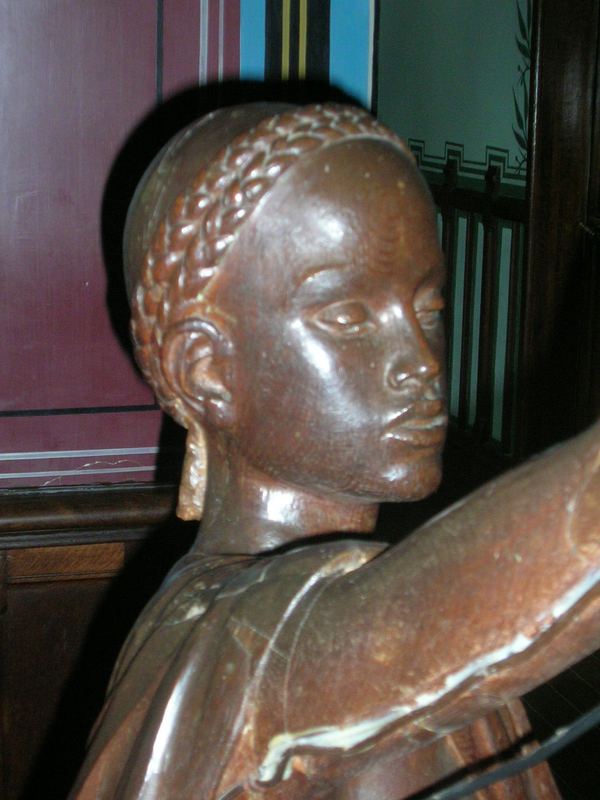
衣索比亞年輕人Abdullah雕像。安托万·达巴迪由衣索比亞返國時，Abdullah以奴隸身份被贈送給安托万·达巴迪，當時年僅十歲。安托万·达巴迪視如己出。Abdullah未滿30歲時喪生於1870年巴黎內戰。

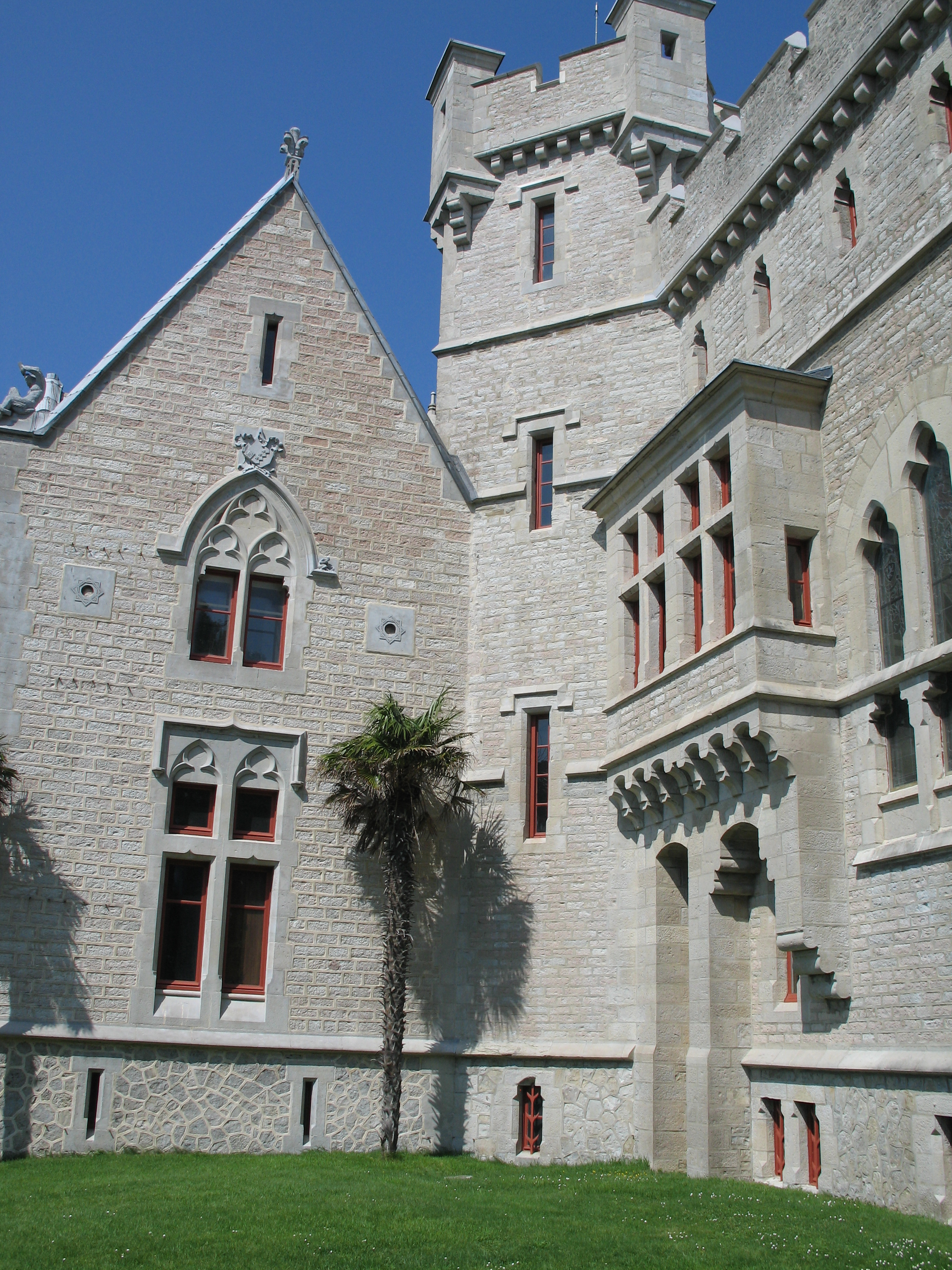
达巴迪亞城堡一隅

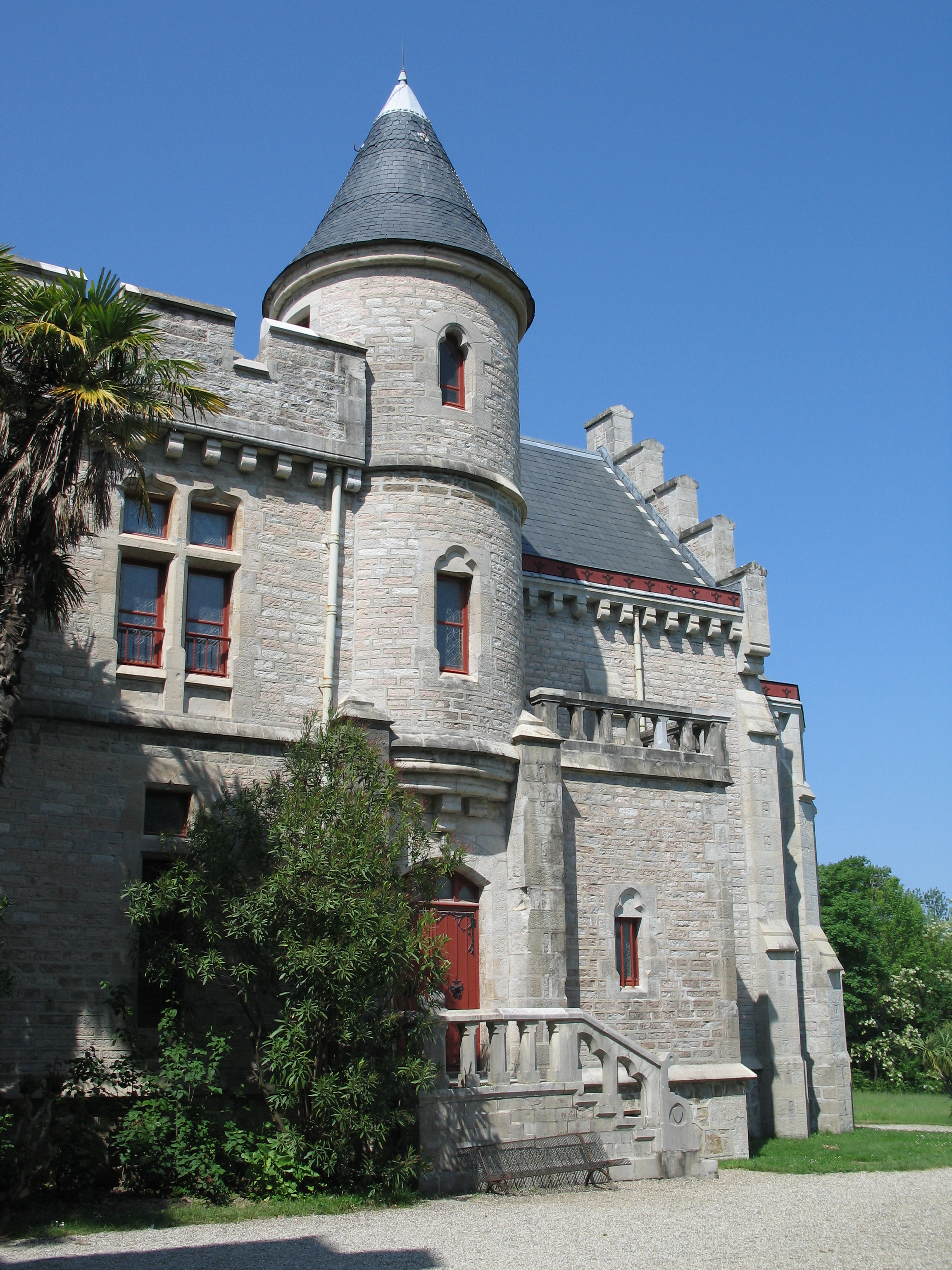
达巴迪亞城堡一隅

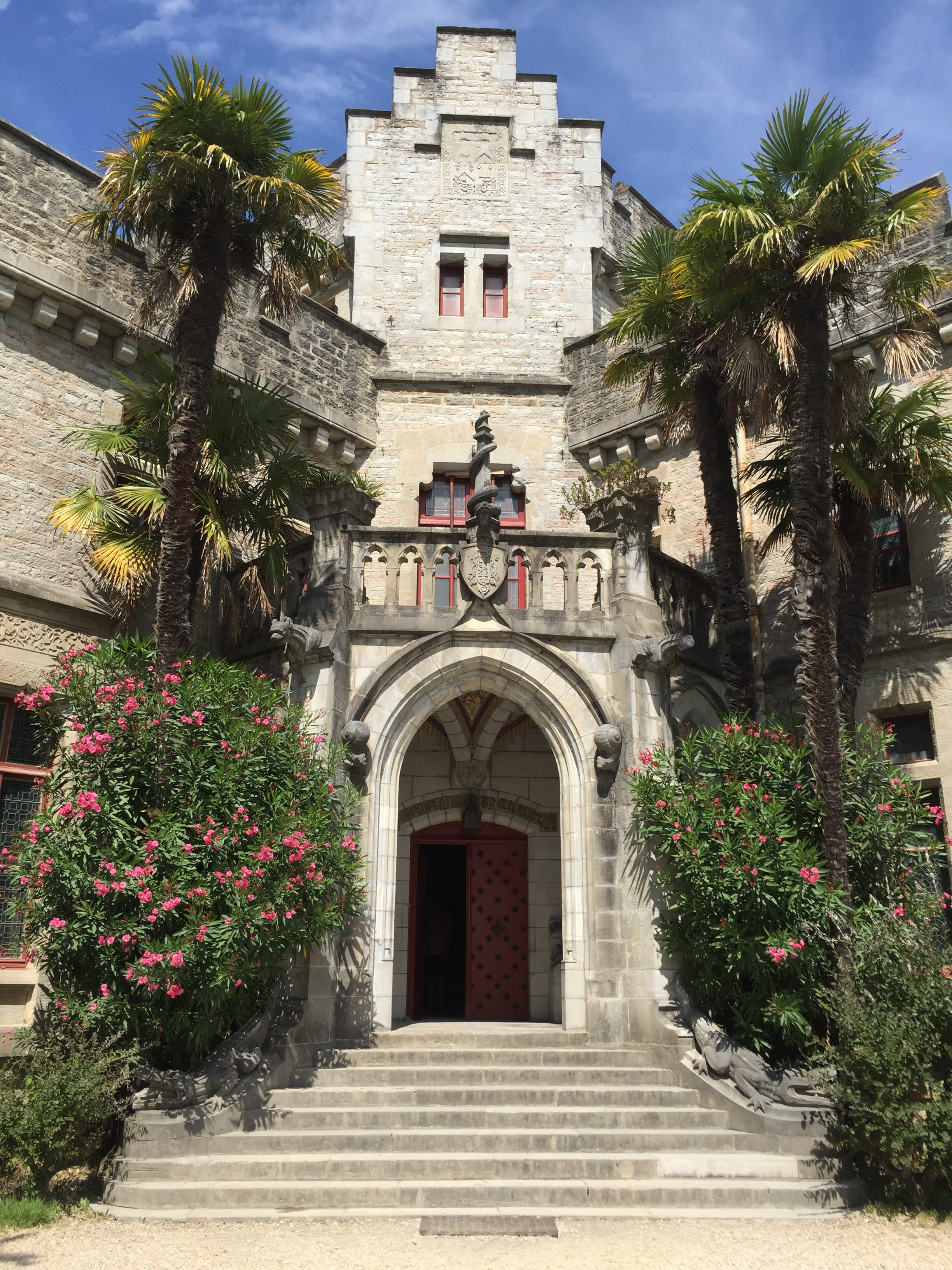
达巴迪亞城堡「迎賓門」。門上刻有「十萬分歡迎]」字樣。

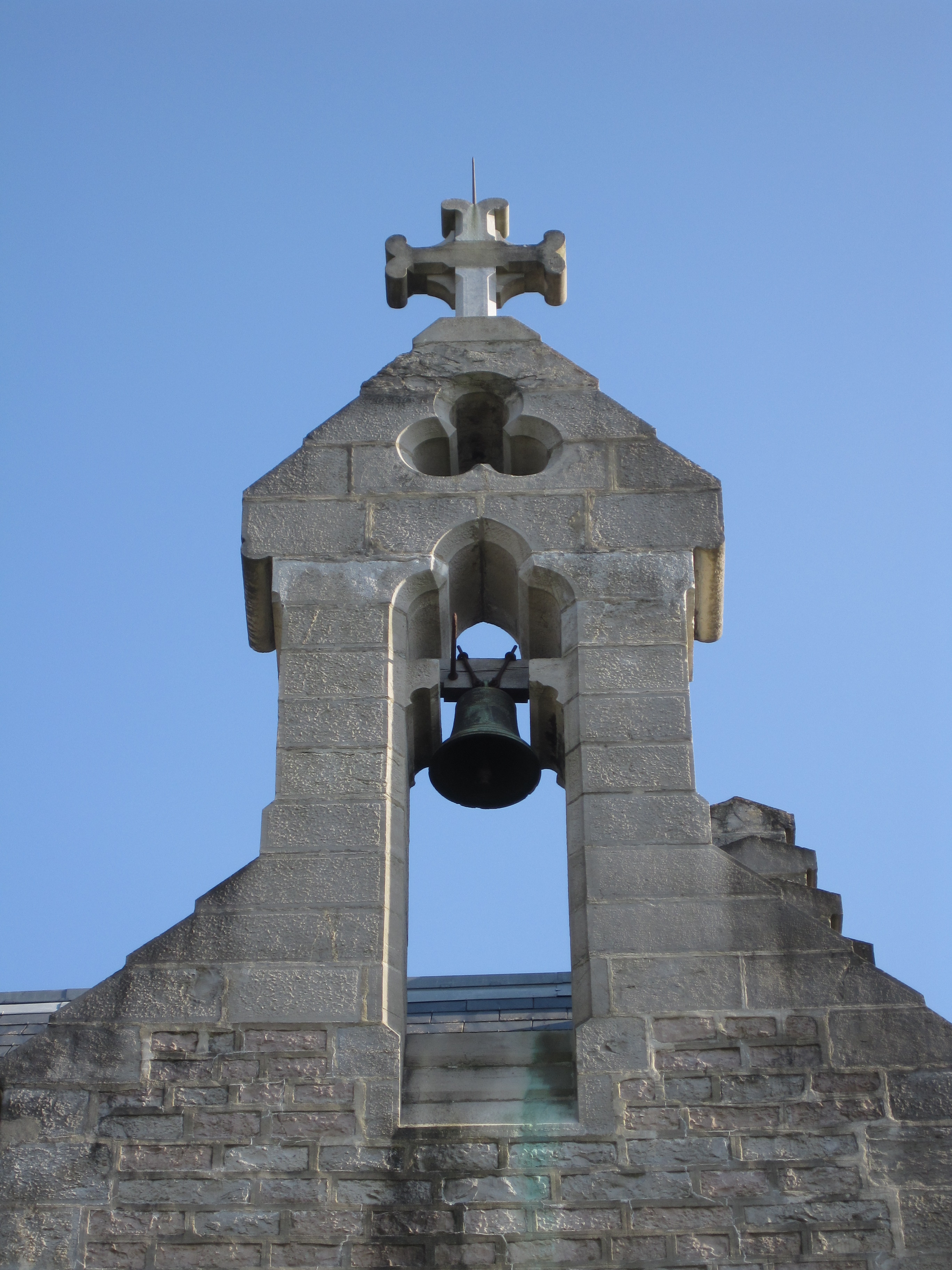
达巴迪亞城堡小聖堂上的小鐘樓。安托万·达巴迪過世後仍定期有神父為附近居民做彌撒。

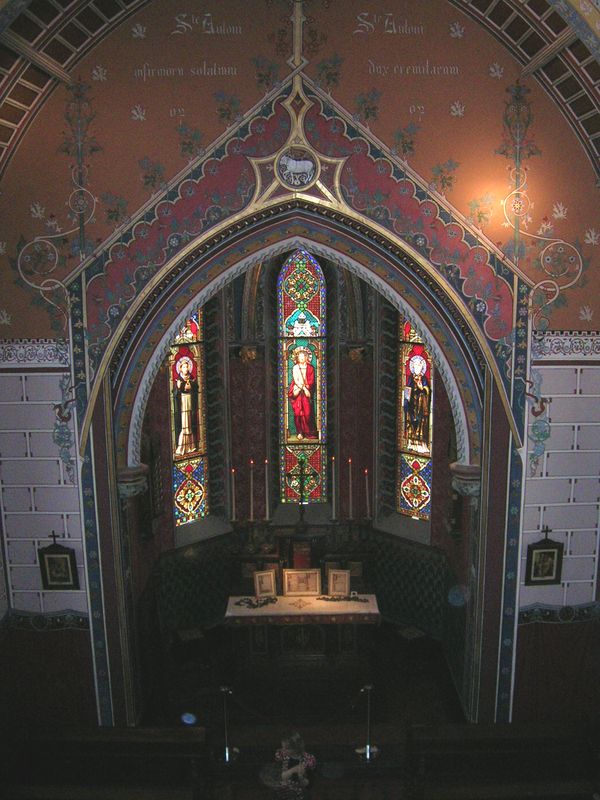
达巴迪亞城堡小聖堂

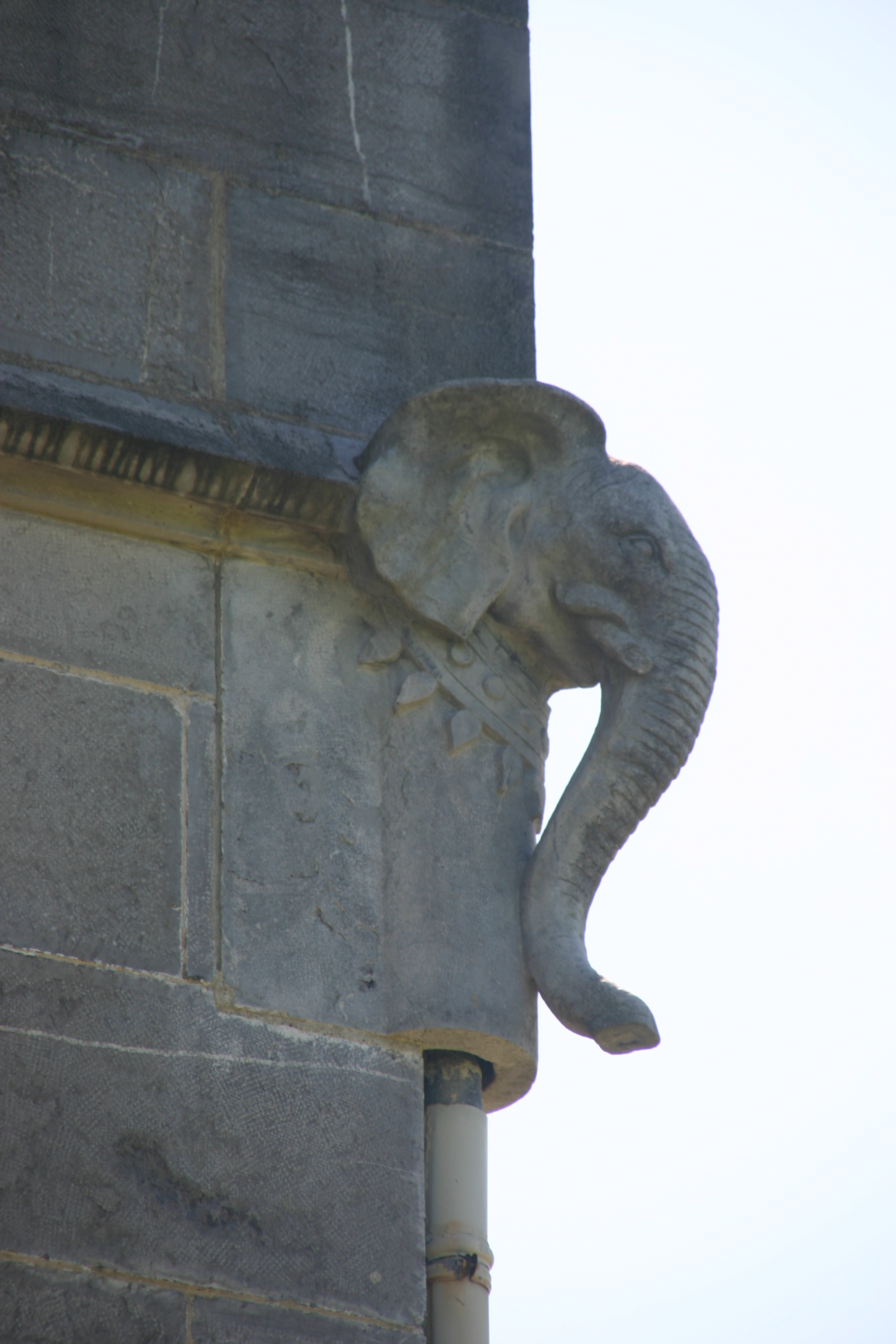
达巴迪亞城堡外牆上有不少具「東方主義」色彩的雕飾

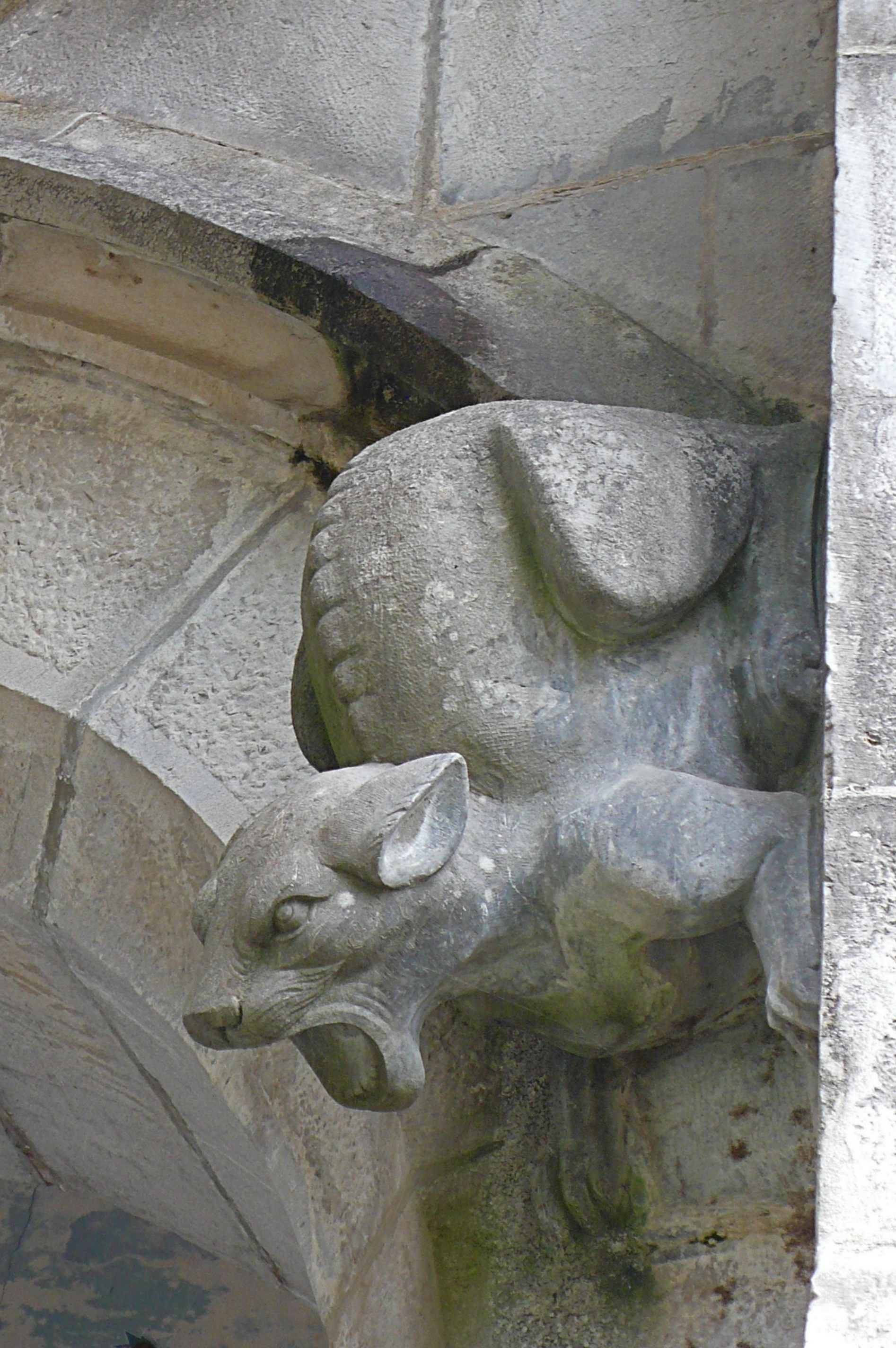
达巴迪亞城堡外牆上的「雨漏」

安托万·汤姆森·达巴迪·达拉斯特（法語：Antoine Thomson d'Abbadie d'Arrast，1810年1月3日—1897年3月19日），現今一般通稱安托万·达巴迪，是一位出生於愛爾蘭都柏林的法國科學家與探險家。母親愛爾蘭人，父親北巴斯克人。安托万·达巴迪興趣廣泛，無論天文、地理或是語言、民俗都各有專精，被認為是北巴斯克有史以來最博學者。對於巴斯克地區語言、文化的保存工作，安托万·达巴迪一向不遺餘力，以至享有「巴斯克人民之父」的美譽。

## 家庭
安托万·达巴迪的父親阿諾-米歇尔·达巴迪（Arnauld-Michel d'Abbadie）出生、成長於法國苏勒地区。法國大革命爆發後，达巴迪一家因世襲有「世俗神父」之身份，所以阿諾-米歇尔在父親勸說下流亡至西班牙，後轉往大不列顛。阿諾-米歇尔在倫敦因經營船艦武器買賣而致富。法國波旁復辟後，阿諾-米歇尔於1818年帶著妻子伊莉莎白•湯普森（Elizabeth Thompson）與四個孩子：伊丽莎（Eliza, 1808）、安托万、塞利娜（Sélina, 1811）、阿諾（Arnauld, 1815）回到祖國，定居於離家鄉不遠的土魯斯。1829年阿諾-米歇尔決定將家遷往巴黎。這時家中早已又添了一兒一女：朱利安娜（Julienne, 1820）與夏尔（Charles, 1821）。1832年阿諾-米歇尔因肺結核離開人世。依照習俗，身為長子的安托万承繼了父親遺留下來的鉅額財產。手足中，除了安托万，較有名望的要屬弟弟阿诺。姐夫亚历山大·格莱-比祖安是政界名人。另有一位妹妹成為天主教的修女。

## 知識探險家
安托万·达巴迪興趣廣泛，一生懂得14種語言且能用英語寫詩。年少時，讀了蘇格蘭探險家詹姆斯·布魯斯的「遊記」之後，便一直夢想著、也長期準備著前往衣索比亞繼續探尋尼羅河的源頭。19歲時來到巴黎，除在索邦大學主修法律，也在國立自然史博物館與法蘭西公學院修習一些純科學、自然史等等不同科目。追隨的都是當時名師，如礦物學界的亞歷山大·布隆尼亞爾、物理學界的让-巴蒂斯特·毕奥或是磁學與光學界的弗朗索瓦·阿拉戈。自幼習於旅行的安托万·达巴迪即使在其後半生沒有遠距旅行時，也一直生活、往來於法國北部的巴黎與南方的家鄉巴斯克地區。以下為安托万·达巴迪一些較遠距的研究行程：
- 1836年. 安托万·达巴迪在磁學專家弗朗索瓦·阿拉戈指定下，以法國科學院之名義，前往南半球巴西奧林達做地磁與大地測量學方面的資料收集。[1][3]
- 1837-1848年. 安托万·达巴迪與弟弟阿諾進行長達12年的衣索比亞探險。[1][註 4]
- 1850年. 前往耶路撒冷觀察8月8日之日食。
- 1851年. 前往挪威觀察7月28日之日食。
- 1860年. 前往西班牙卡斯提亞觀察7月18日之日食。
- 1867年. 前往阿爾及利亞觀察8月29日之日食。
- 1882年. 前往法屬聖多明哥觀察12月6日之金星凌日。[5][註 5]
- 1884-1885年. 已經74歲的安托万·达巴迪帶著妻子作了一次半觀光半研究性質的旅行，途經埃及、紅海、衣索比亞、土耳其。[1]

## 榮譽

### 勳章
- 1896年榮獲法國科學院最高榮譽「阿拉戈勳章」（Médaille Arago）。
- 1850年獲頒法國榮譽軍團勳章。
- 1850年獲頒法國地理學會「大金牌獎」（Grande médaille d'Or）。[1][註 6]

### 頭銜
- 法國科學院院長
- 巴黎地理學會會長
- 巴黎人類學學會（英语：Society of Anthropology of Paris）會長
- 巴黎語言學學會（英语：Société de linguistique de Paris）會長
- 巴黎文獻學學會會長
- 法國經度管理局（英语：Bureau des Longitudes）會員[6][註 7]
- 昂代市長，任期四年（1871-1875）。[1]

## 貢獻

### 衣索比亞探險
1837年安托万·达巴迪與弟弟阿諾終於開始了夢想已久的衣索比亞探險之旅。首要目地在於找尋尼羅河的源頭。1846年达巴迪兄弟來到衣索比亞南部奧莫河的源頭，將其誤判為尼羅河的源頭。目的既已達成，他們亦隨即著手歸國。回程路途艱難加上突發的一些軍事衝突，直到1848年，幾乎歷經兩年的時間，达巴迪兄弟才回到法國。之後安托万·达巴迪一直與衣索比亞保有聯繫，從檔案資料可以看到衣索比亞人往來於他的城堡。安托万·达巴迪雖沒有達成探險的主要目的，卻也從衣索比亞帶回大量與語言學、人類學、考古學、地理、自然、社會、律法、幣制等等相關資料與親手測量、繪製的衣索比亞地圖。數量達300份的相關手稿於1902年時交由法國國家圖書館保存。其中很多已完成數位化。關於衣索比亞的研究，安托万·达巴迪最廣為人知的是他繪製了衣索比亞的第一張地圖與出版了第一本內含15000字的「阿姆哈拉語-法語」雙語字典。《衣索比亞大地測量學》與《在巴西與衣索比亞所進行有關地球物理學之觀察》則是安托万·达巴迪較主要的科學著述。

### 「巴斯克人民之父」
安托万·达巴迪雖出生於愛爾蘭，青少年時也未曾久居過巴斯克，然而對於巴斯克卻一直有著濃厚的情感。且後半生就定居於巴斯克。這應是深受父親的影響。阿諾-米歇尔·达巴迪雖然離鄉背井長達25年，但心中始終掛念著巴斯克。1818年舉家安頓於土魯斯之後，阿諾-米歇尔·达巴迪不僅常帶著家人回鄉、認識祖先們的文化，更長期協助巴斯克語言及文獻的研究工作。以下列舉一二安托万·达巴迪在巴斯克文化保存與推廣上所做的貢獻：

#### 語言研究
- 1836年，年僅26歲的安托万·达巴迪與阿戈斯蒂·沙奥（英语：Agosti Xaho）共同出版《巴斯克語文法研究》（Études grammaticales sur la langue euskarienne）。
- 1859年，安托万·达巴迪出版《巴斯克語的近期研究》（Travaux récents sur la langue basque）。
- 1874年，安托万·达巴迪贊助再版1676年奧洛龍主教阿诺-弗朗索瓦·德迈蒂（法语：Arnaud-François de Maytie）出版的《 巴斯克禮拜祈禱文：蘇勒方言》（Les prières du prône en basque : dialecte souletin）。[註 10]
- 1902年，安托万·达巴迪生前所收藏的1136本與巴斯克語言、文化相關的書籍正式交由法國國家圖書館保存。[9]

#### 文化傳衍
1851年，安托万·达巴迪以贊助人身份在巴斯克于吕涅小鎮舉辦了第一屆以傳統風俗、技藝為主題的「巴斯克節」。之後每年如期舉行，廣受歡迎。不僅天數由最初的兩天增至三或四天，舉辦地點也由法國境內巴斯克地區延伸至西班牙巴斯克地區，如1885年、1893年分別在杜蘭戈與阿斯佩蒂亞舉行。活動與比賽項目亦是越辦越多，有傳統舞蹈如「致敬舞」（Aurresku）或是「劍舞」（Ezpata dantza）、有傳統「呼喚調」傳統巴斯克回力球、傳統賽跑、甚至「優質母牛」比賽等等。其中最主要項目是以巴斯克語表達的「詩」藝比賽與表演，以1885年為例，各種不同形式之「詩」藝獎就有18種。 得勝詩人除獎金、獎品之外，還享有作品付諸印刷並展示於眾人往來之廣場上之殊榮。1897年安托万·达巴迪離世後，「巴斯克節」仍持續舉辦了30多年，直到1935年西班牙內戰爆發前夕才停止。

### 城堡－天文台

#### 打造
安托万·达巴迪從年輕時就一直希望能打造一個可以符合個人身份與社會地位的居所。之後在北巴斯克最西端、大西洋的邊岸尋得理想中的那片淨土。一面俯覽無際的海洋，一面有遠山為伴。然而建造初期並不順利。相繼受聘、又遭解聘的兩位建築師一直無法滿足他的理想。最後由當時精於古建築復修工程的建築大師維奧萊-勒-迪克及其得意門生埃德蒙·迪图瓦共同完成城堡建築。內部裝潢（含家具、家飾等）由愛得蒙·居督華一人負責。建築與裝潢共費時20年(1864-1884)，如不算上最初耽誤的幾年。
阿巴迪亞城堡（Château d'Abbadia）是一座具有代表性的時代建築，它以當時盛行的新歌德式、「東方主義」與「多元折衷主義」做為主要設計元素。動用到百位當代藝術家與手工藝者的室內裝潢，不僅呈現了一個時代的流行，更有如一幅安托万·达巴迪個人豐富、多彩、多元的生命拼圖。 事實上，不只城堡裝潢得彷彿堡主之生命刻圖，建築本身亦是應堡主不同之生命面向而做的三區設計：上層社會的居家空間、天文台與圖書室之研究空間、以及屬於靈性生活的小聖堂。
1897年3月19日，即安托万·达巴迪參加了他最後一次科學院會的第三天，他離開了人世。遺體安葬於达巴迪亞小聖堂的地下墓室。極簡的墓上刻著他個人名言：「實象勝於表象」（Plus estre que paraistre） 以及「幸福在於工作」(Dans le travail le bonheur)。四年後妻子過世，葬於他的身旁。

#### 遺贈
安托万·达巴迪沒有子嗣，但期望個人在城堡所建立起的科學研究能在身後持續下去，因此決定將城堡贈送給國家科學院。科學院接手後也一直沒有違背安托万·达巴迪的遺願：天文台一直運作到1975年內部儀器無法跟上時代時才結束了它的百年貢獻。
科學院在決定停用天文台時，為表紀念特別設置了「安托万·达巴迪獎」（Prix d'Antoine d'Abbadie），輪流頒贈給在天文學與 地球物理學兩門研究中的傑出者。达巴迪亞城堡及其周邊綠地原本面積近430公頃，安托万·达巴迪為身後城堡天文台的費用支出預先變賣了部分土地，因此在科學院接手時只有280公頃。1977年，科學院在響應法國「沿海地區自然環境保護協會」理念下，讓出地產70公頃。

#### 現況
1996年，科學院決定將城堡－天文台開放給民眾參觀，且採專人導覽服務。也為此，科學院在尋得法國文化部、城堡附近省區以及私人等多方協助與贊助下開始了長達十餘年的城堡及內部裝潢的修復工作。科學院逐步將城堡－天文台規劃為一個具有歷史性兼具藝術價值的科教與資源中心。
2010年起科學院將城堡－天文台的經營權轉交於其所屬的昂代市。但在專業上持續提供支援與協助，如專業學者定期至城堡演講、擴充科學儀器等等。較近期的添置是在天文台的屋頂架設了一具偵測流星的偵測器。
目前「达巴迪亞城堡－天文台」一年有53000訪客，已成為巴斯克海岸區一個重要的文化旅遊點。

#### 榮譽
- 2012年，达巴迪亞城堡榮獲第一屆法國文化部「名人之家」（英语：Maisons des Illustres）標章。
- 1984年，达巴迪亞城堡成為受國家保護的定級「歷史遺蹟」。
- 2001年，城堡的天文台以其歷史價值單獨成為受國家保護的定級「歷史遺蹟」：天文台的子午儀及其附件都以十進位為計算單位，是世界唯一採用此法的天文台，也是世界唯一以此法設計的子午儀。雖然日後證明安托万·达巴迪的想法並沒有成功，但其精神值得記錄。
- 2003年，堡內裝潢、家具等等物件也單獨成為受國家保護的定級「歷史遺蹟」。[14][註 21]

## 圖片

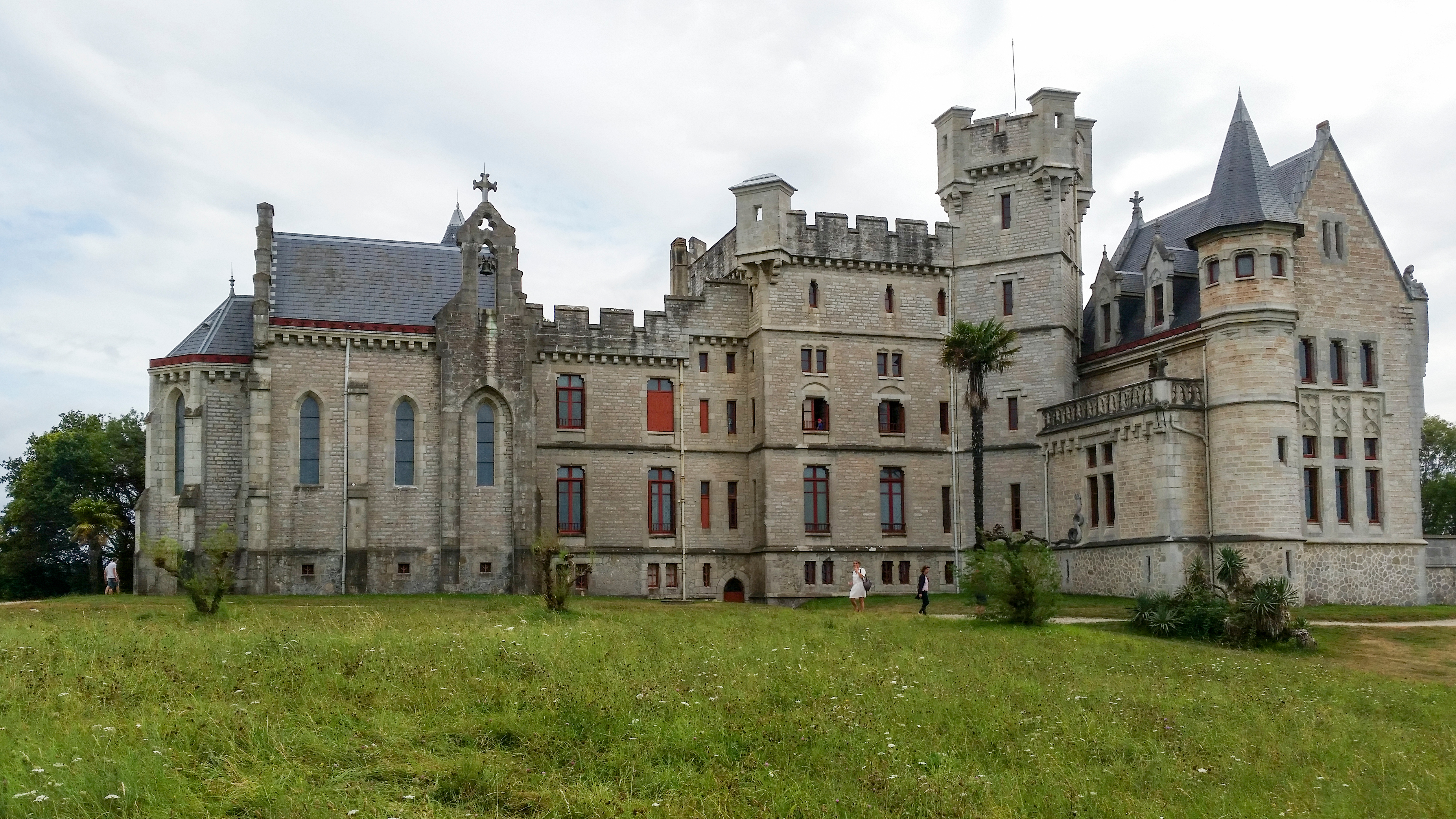
达巴迪亞城堡
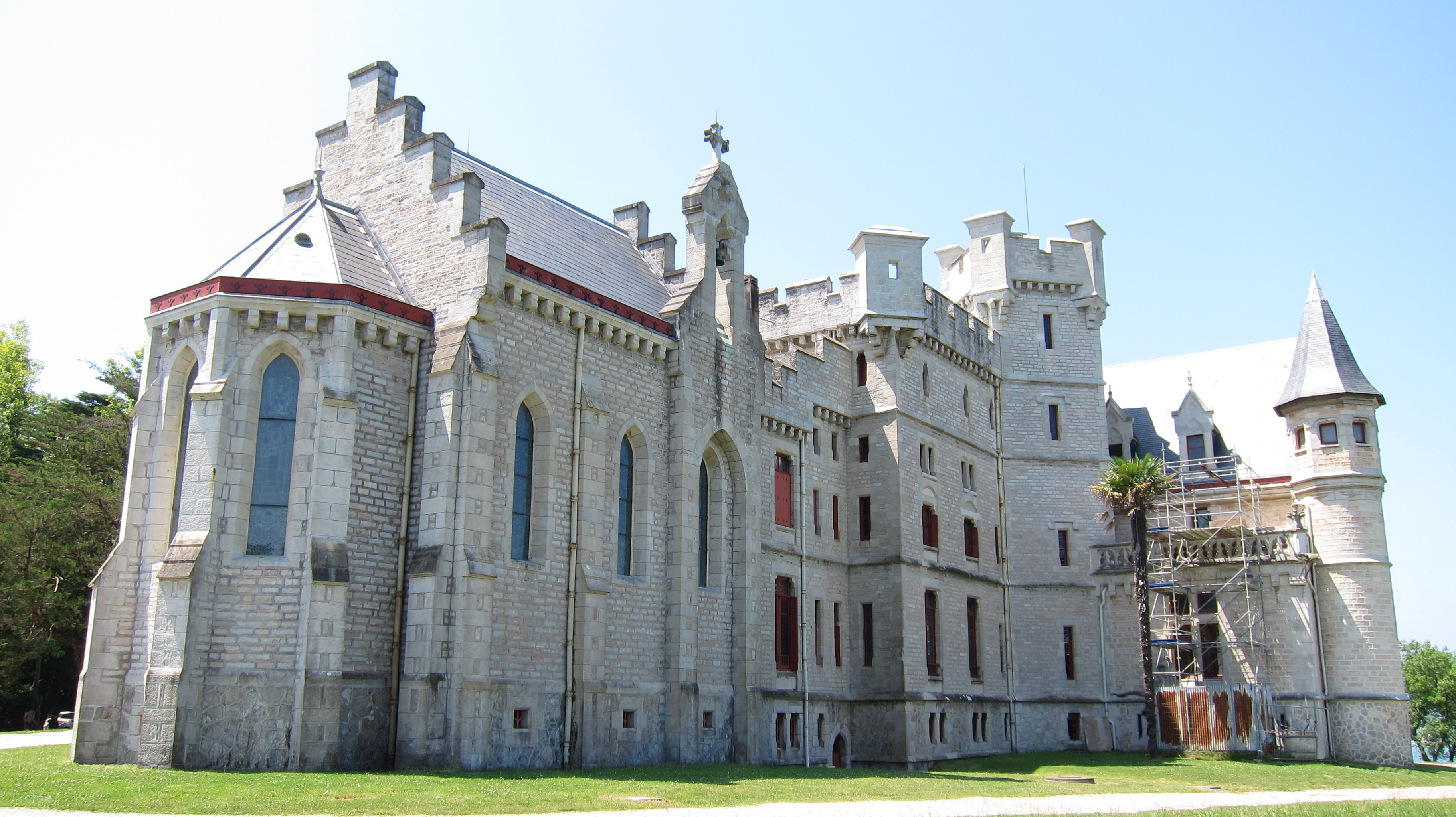
达巴迪亞城堡
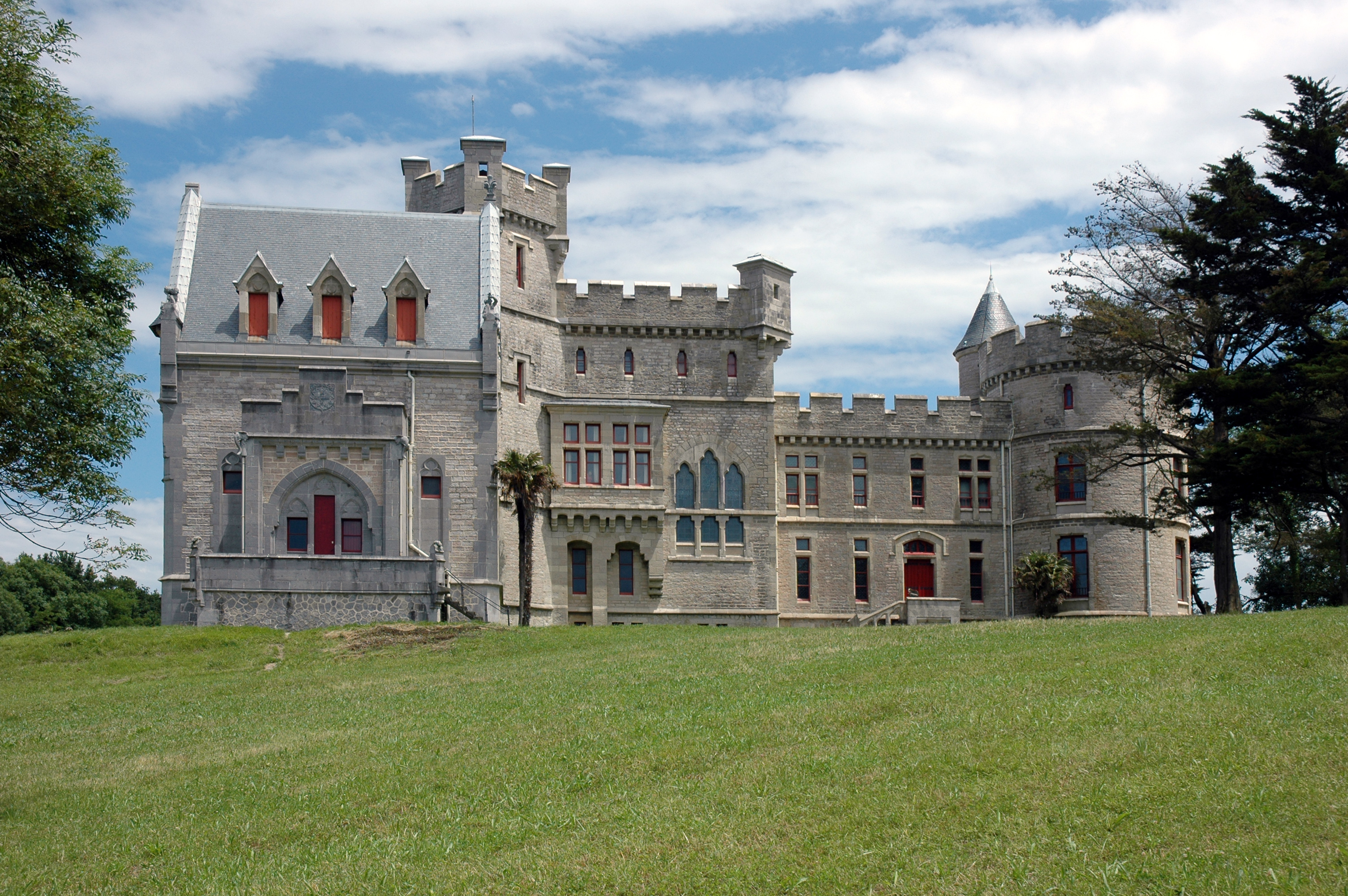
达巴迪亞城堡
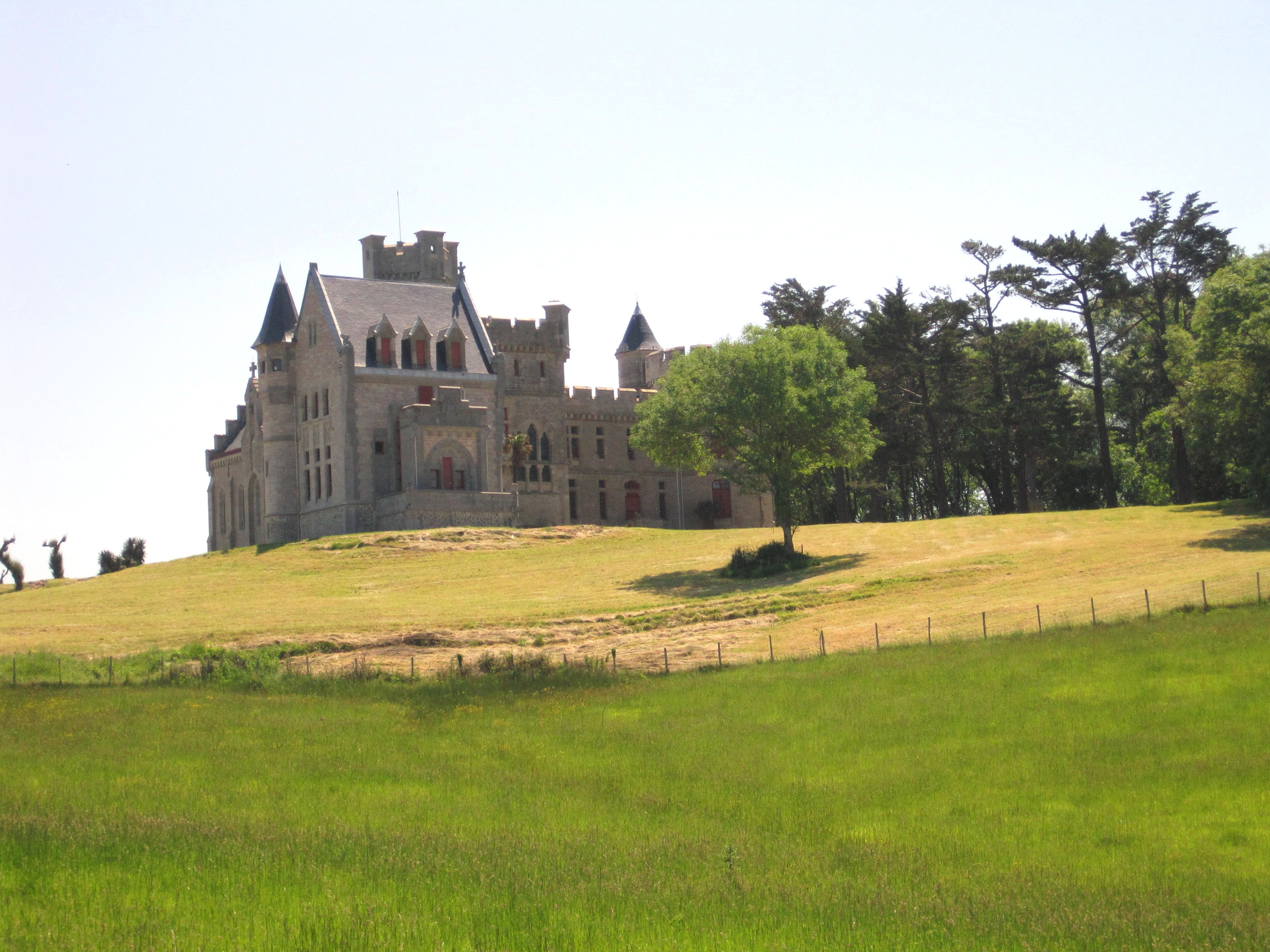
达巴迪亞城堡